# تروپیکوس
تروپیکوس یک پایگاه‌داده آنلاین گیاه‌شناسی است که شامل اطلاعاتی در مورد طبقه‌بندی گیاهان عمدتاً قلمرو نوگرمسیری (آمریکای مرکزی و آمریکای جنوبی) است. این پایگاه بیش از ۲۵ سال پیش تأسیس شد و توسط باغ گیاه‌شناسی میزوری نگهداری می‌شود. این پایگاه داده شامل تصاویر و اطلاعات آرایه‌شناسی و کتاب‌شناسی بیش از ۴٫۲ میلیون گونه هرباریوم است. علاوه بر آن، شامل اطلاعات بیش از ۴۹٬۰۰۰ نشریه علمی است. پایگاه داده را می‌توان به زبان انگلیسی، فرانسوی و اسپانیایی درخواست کرد. قدیمی‌ترین مدارک در پایگاه داده مربوط به ۱۷۰۳ است.